# Округ Брекинриџ (Кентаки)
Брекинриџ (енгл. Breckinridge County) је округ у америчкој савезној држави Кентаки.

## Демографија
По попису из 2010. године број становника је 20.059, што је 1.411 (7,6%) становника више него 2000. године.
| Група             | 2000.          | 2010.          |
| Белци             | 17.787 (95,4%) | 19.134 (95,4%) |
| Афроамериканци    | 534 (2,9%)     | 409 (2,0%)     |
| Азијати           | 14 (0,1%)      | 42 (0,2%)      |
| Хиспаноамериканци | 134 (0,7%)     | 175 (0,9%)     |
| Укупно            | 18.648         | 20.059         |